# Driven (pel·lícula de 2018)
Driven és una pel·lícula estatunidenca de 2018 dirigida per Nick Hamm i escrita per Colin Bateman. L'elenc d'actors està format per Lee Pace, Jason Sudeikis, Corey Stoll, Judy Greer, Isabel Arraiza, Michael Cudlitz, i Erin Moriarty. El film es va mostrar a la 75a Mostra Internacional de Cinema de Venècia el 8 de setembre de 2018 i després al Festival Internacional de Cinema de Toronto de 2018. Es va estrenar als cinemes el 16 d'agost de 2019.

## Argument
La recerca de John DeLorean per a dissenyar el cotxe definitiu del futur el porta a la ruïna a causa de la seua amistat amb un confident del FBI.

## Repartiment
- Lee Pace com a John DeLorean
- Jason Sudeikis com a Jim Hoffman
- Corey Stoll com l'Agent Especial Benedict Tisa
- Judy Greer com a Ellen Hoffman
- Isabel Arraiza com a Cristina Ferrare
- Michael Cudlitz com a Morgan Hetrick
- Erin Moriarty as Katy Connors
- Justin Bartha com a Howard Weitzman
- Iddo Goldberg com a Roy
- Tara Summers com a Molly Gibson
- Jamey Sheridan com a Bill